# スギタケ属
スギタケ属(Pholiota)は、小型で多肉質のモエギタケ科のキノコである。この属のきのこは、温帯を中心に世界中に広く分布し、ナメコなど150種を含む。学名のPholiotaは、「うろこ」を意味するギリシア語の単語pholisに由来する。

## 詳細
スギタケ属は、粘着質の傘を持ち、木に生育し、胞子紋が茶色という特徴を持つ。胞子は、発芽孔を持ち、滑らかであるが、発芽孔は、種によっては非常に小さくなる。傘はスギタケのように鱗片に覆われるか、ナメコのように粘液に覆われる。
アメリカ合衆国西部の山間部に生息する P. nubigena は、傘がひだを完全に包んだセコティオイド菌類である。